# ホーエル (DD-768)
|              | |
| 艦歴         | |
| 発注         | |
| 起工         | 1944年4月21日                                                                                                 |
| 進水         | |
| 就役         | |
| 退役         | |
| 除籍         | |
| その後       | 1946年9月13日に建造中止、のちに解体                                                                           |
| 性能諸元     | |
| 排水量       | 3,460 トン |
| 全長         | 390 ft 6 in (119 m)                                                                                           |
| 全幅         | 40 ft 10 in (12.5 m)                                                                                          |
| 吃水         | 14 ft 4 in (4.4 m)                                                                                            |
| 機関         | 2軸推進、60,000 shp (45 MW)                                                                                   |
| 最大速       | 35ノット (65 km/h)                                                                                            |
| 航続距離     | 4,500海里 (8,330 km) 20ノット(37km/h)時                                                                       |
| 乗員         | 336名 |
| 兵装（予定） | 38口径5インチ砲6門（連装3基） 40mm対空砲12門 20mm対空砲11門 21インチ魚雷発射管10門 爆雷軌条2軌、爆雷投射機6基 |

ホーエル (USS Hoel, DD-768) は、アメリカ海軍の駆逐艦。ギアリング級駆逐艦の1隻。艦名は南北戦争中のビックスバーグの包囲戦で戦功を挙げたウィリアム・R・ホーエル中佐にちなむ。その名を持つ艦としては、レイテ沖海戦で戦没したホーエル (DD-533)に続いて2隻目。
ホーエルは先代と同様にサンフランシスコのベスレヘム・スチールで1944年4月21日に起工する。しかし、日本の敗北が決定的となって駆逐艦の整備計画も大幅に縮小されることとなった。終戦から1年を経た1946年9月13日に建造が中止されたが、建造のペースの関係か船体は進水前の状態で船台上にあったようである。その後、戦没艦の名前を受け継いで同じくベスレヘム・スチールで建造されていたが、やはり建造中止になったアブナー・リード (USS Abner Read, DD-769) とともに船台上で解体された。